# Виршайд
Виршайд (нем. Wirscheid) — община в Германии, в земле Рейнланд-Пфальц. 
Входит в состав района Вестервальд. Подчиняется управлению Рансбах-Баумбах.  Население составляет 322 человека (на 31 декабря 2010 года). Занимает площадь 2,68 км².